# Hospodářská a sociální komise pro západní Asii
Hospodářská a sociální komise pro západní Asii (anglicky United Nations Economic and Social Commission for West Asia – ESCWA; arabsky: الإسكوا) je jednou z pěti regionálních komisí pod jurisdikcí Hospodářské a sociální rady OSN. Rolí Rady je podpora hospodářského a sociálního rozvoje západní Asie prostřednictvím regionální a subregionální kooperace a integrace.
Komise pro západní Asii sdružuje 18 členských států ze severní Afriky a Středního východu.
Komise úzce spolupracuje s příslušnými útvary v ústředí v New Yorku, se specializovanými agenturami OSN a s mezinárodními i regionálními organizacemi. K regionálním partnerům mimo jiné patří: Liga arabských států (anglicky League of Arab States), Rada pro spolupráci arabských států v Zálivu (anglicky Gulf Cooperation Council) a Organizace islámské spolupráce (anglicky Organisation of Islamic Cooperation).

## Historie
Komise byla založena Hospodářskou a sociální radou OSN dne 9. srpna 1973 jako „Hospodářská komise OSN pro západní Asii“ (ECWA). Komise se stala následníkem Hospodářské a sociální kanceláře v Bejrútu (anglicky United Nations Economic and Social Office in Beirut – UNESOB), která byla plně absorbována do rámce ECWA. Hlavním mandátem Komise je „iniciovat a účastnit se opatření, umožňujících koordinované úsilí pro hospodářskou rekonstrukci a rozvoj západní Asie”.
Dne 26. července 1985 byla, jako důsledek hlubšího porozumění sociálním aspektům její práce, komise přejmenována Hospodářskou a sociální radou OSN na Hospodářskou a sociální komisi OSN pro západní Asii.

## Členské státy

A map showing the Member States of the Commission.

Seznam členských států z regionu západní Asie a Středního východu:
- Bahrajn
- Egypt
- Irák
- Jordánsko
- Kuvajt
- Libanon
- Libye
- Mauritánie
- Maroko
- Omán
- Palestina
- Katar
- Saúdská Arábie
- Súdán
- Sýrie
- Tunisko
- Spojené arabské emiráty
- Jemen

## Sídlo

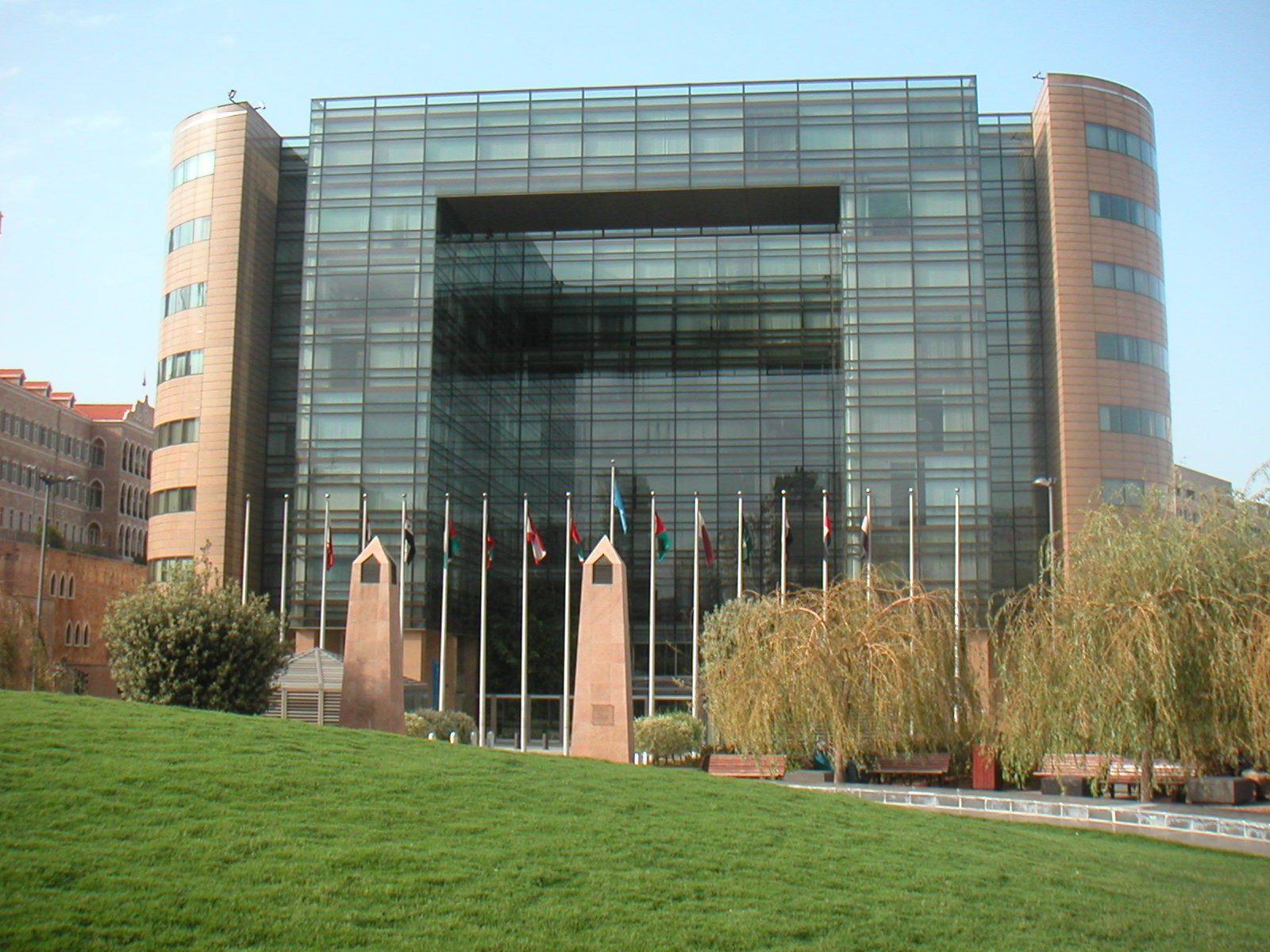
Komise má sídlo v Bejrútu.

Ústředí Komise má sídlo v Bejrútu v Libanonu. Budova ústředí je v Centrálním distriktu Bejrútu od roku 1997. Dříve bylo sídlo přesouváno mezi různými městy. První sídlo komise bylo v Bejrútu mezi roky 1974 a 1982. Poté bylo přestěhováno do iráckého Bagdádu (1982–1991). Dále Komise sídlila v letech 1991–1997 v jordánském Ammánu a nakonec se vrátila zpět do Bejrútu.

## Financování
Rozpočet Komise sestává hlavně z příspěvků OSN, ale také z darů vlád, regionálních fondů, soukromých nadací a mezinárodních rozvojových agentur. V roce 2017 činil rozpočet Komise 27,4 milionu USD. Navíc od roku 2014 obdržela Komise 7,1 milionu USD v dobrovolných příspěvcích na implementaci národních i regionálních aktivit.
Komise má 4 hlavní rozpočty: pravidelný rozpočet, pravidelný program technické kooperace (RPTC), rozvojový účet a účet na mimorozpočtové projekty.

### Pravidelný rozpočet
Tato část rozpočtu je schvalována Valným shromážděním OSN každý druhý rok, a poskytuje Komisi zdroje, aby mohla splnit svůj mandát, tak jak je definovaný ve Strategickém rámci. V roce 2017 činil pravidelný rozpočet 19,9 milionu USD.

### Pravidelný program technické kooperace (RPTC)
Pravidelný program technické kooperace zajišťuje podporu členským státům při formulaci udržitelné socioekonomické rozvojové politiky. Podporuje kooperaci, vytváří sítě sdíleného know-how a podporuje sdílení zkušeností mezi státy. V roce 2017 činila tato část rozpočtu 2,3 milionu USD.

### Rozvojový účet
Rozvojový účet pomáhá financovat projekty na vytváření nových kapacit na národní, subregionální, regionální i meziregionální úrovni. V roce 2017 byla výše této položky rozpočtu 1,9 milionu USD.

### Účet na mimorozpočtové projekty
Účet na mimorozpočtové projekty slouží k podpoře hospodářského a sociálního rozvoje v rámci sedmi dílčích programů Komise: Hospodářský rozvoj a integrace, Genderové a ženské otázky, Otázky mechanismu vládnutí a řešení konfliktů, Přírodní zdroje, Sociální rozvoj, Statistika a Technologie pro rozvoj. Tato část rozpočtu činila v roce 2017 3,2 milionu USD.